# Eslarn
Eslarn è un comune tedesco di 2 958 abitanti, situato nel land della Baviera.